# Колумбия (окръг, Орегон)
Вижте пояснителната страница за други значения на Колумбия.
Окръг Колумбия (на английски: Columbia County) е окръг в щата Орегон, Съединени американски щати. Площта му е 1782 km², а населението - 43560 души (2000). Административен център е град Сейнт Хелънс.

## Градове
- Върнония
- Клатскинай
- Колумбия Сити
- Рейниър
- Скапус